# Chwiej

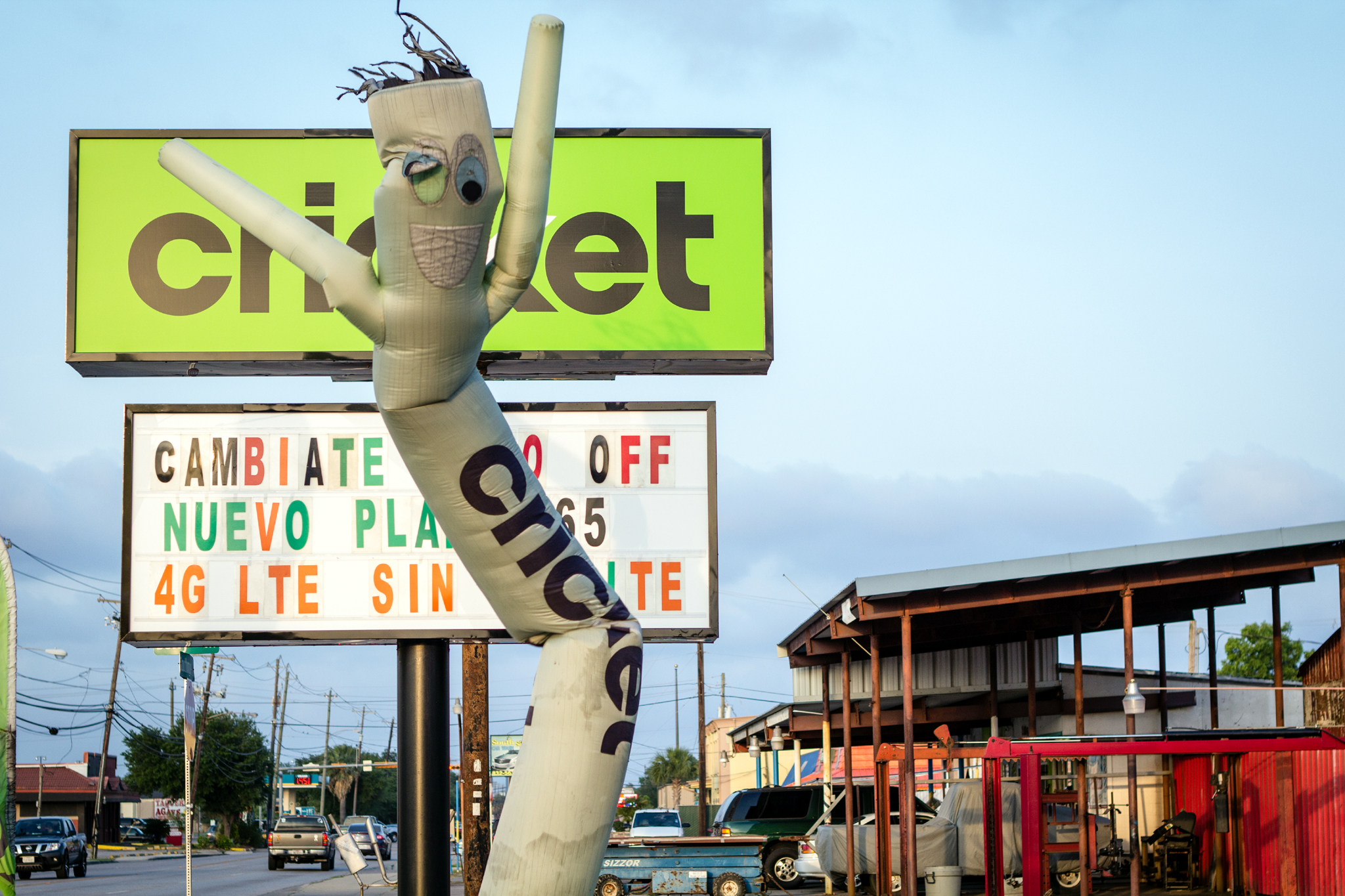
Chwiej reklamowy w Teksasie

Chwiej – forma reklamy pneumatycznej w postaci  humanoidalnej konstrukcji, która w wyniku przepływu powietrza wykonuje ruchy przypominające taniec.
W branży reklamowej spotyka się także określenia takie jak: windyman lub skydancer. W Stanach Zjednoczonych, gdzie cieszą się dużą popularnością, są kojarzone głównie z komisami samochodowymi.
Po raz pierwszy taka konstrukcja została użyta podczas Igrzysk Olimpijskich w Atlancie w 1996 roku.